# Liga Femenina de Voleibol Argentino
La Liga Femenina de Voleibol Argentino è la massima serie del campionato argentino di pallavolo femminile: al torneo partecipano sedici squadre di club argentine e la squadra vincitrice si fregia del titolo di campione di Argentina.

## Albo d'oro
| Anno             | Podio                    | Podio               | Podio             |
| Campione         | Seconda                  | Terza               |                   |
| ---------------- | ------------------------ | ------------------- | ----------------- |
| 1996-97 Dettagli | GEBA                     | Boca Juniors        | -                 |
| 1997-98 Dettagli | GEBA                     | Boca Juniors        | -                 |
| 1998-99 Dettagli | River Plate              | Club Náutico Hacoaj | Gimnasia La Plata |
| 1999-00 Dettagli | Gimnasia La Plata        | Club Náutico Hacoaj | -                 |
| 2000-01 Dettagli | Gimnasia La Plata        | Asociación Bancaria | -                 |
| 2001-02 Dettagli | Universidad Buenos Aires | Gimnasia La Plata   | -                 |
| 2002-03 Dettagli | Gimnasia La Plata        | Boca Juniors        | -                 |
| 2003-04 Dettagli | GEBA                     | Banco Nación        | -                 |
| 2004-05 Dettagli | River Plate              | Gimnasia La Plata   | -                 |
| 2005-06 Dettagli | River Plate              | Banco Nación        | -                 |
| 2006-07 Dettagli | River Plate              | Banco Nación        | -                 |
| 2007-08 Dettagli | Banco Nación             | Boca Juniors        | -                 |
| 2008-09 Dettagli | Banco Nación             | Boca Juniors        | -                 |
| 2009-10 Dettagli | Banco Nación             | Boca Juniors        | -                 |
| 2010-11 Dettagli | Boca Juniors             | Club Bell           | -                 |
| 2011-12 Dettagli | Boca Juniors             | CAE                 | -                 |
| 2012-13 Dettagli | Vélez Sarsfield          | Boca Juniors        | -                 |
| 2013-14 Dettagli | Boca Juniors             | Vélez Sarsfield     | Villa Dora        |
| 2014-15 Dettagli | Boca Juniors             | Villa Dora          | Gimnasia La Plata |
| 2015-16 Dettagli | Villa Dora               | Boca Juniors        |                   |
| 2017 Dettagli    | Gimnasia La Plata        | Vélez Sarsfield     |                   |
| 2018 Dettagli    | Boca Juniors             | San Lorenzo         |                   |
| 2019 Dettagli    | Boca Juniors             | San Lorenzo         |                   |
| 2020 Dettagli    | Non assegnato            | Non assegnato       | Non assegnato     |

## Palmarès
| Squadra                  | Titolo | Stagione                                       |
| ------------------------ | ------ | ---------------------------------------------- |
| Boca Juniors             | 6      | 2010-11, 2011-12, 2013-14, 2014-15, 2018, 2019 |
| River Plate              | 4      | 1998-99, 2004-05, 2005-06, 2006-07             |
| Gimnasia La Plata        | 4      | 1999-00, 2000-01, 2002-03, 2017                |
| GEBA                     | 3      | 1996-97, 1997-98, 2003-04                      |
| Banco Nación             | 3      | 2007-08, 2008-09, 2009-10                      |
| Universidad Buenos Aires | 1      | 2001-02                                        |
| Vélez Sarsfield          | 1      | 2012-13                                        |
| Villa Dora               | 1      | 2015-16                                        |